# 200%
Pour plus de détails, voir Fiche technique et Distribution.
200% est un documentaire français réalisé par Nicolas Boone et Olivier Bosson, sorti en 2013.

## Fiche technique
- Titre : 200%
- Réalisation : Nicolas Boone et Olivier Bosson
- Photographie : Marianne Tardieu
- Son : Antoine Bailly
- Montage : Nicolas Boone et Olivier Bosson
- Production : Offre spéciale - Tournage 3000 - Le Cap de Saint-Fons
- Pays  :  France
- Durée : 80 minutes
- Dates de sortie : France - juillet 2011 (présentation au FIDMarseille) ; 4 décembre 2013 (sortie nationale)

## Distribution
- Habitants de Saint-Fons

## Sélection
- FIDMarseille 2011[1]